# Manius Aquilius Nepos
Manius Aquilius Nepos (ou Aquillius) est un homme politique de la République romaine, consul pour l'an 101 av. J.-C. et qui met fin à la deuxième guerre servile en Sicile. Ambassadeur envoyé à Mithridate VI du Pont, il est un des responsables du déclenchement de la première guerre mithridatique, lui-même étant capturé et exécuté en 88 av. J.-C. C'est un membre de la gens Aquilia.

## Famille
Il est fils de Manius, petit-fils de Manius, et est probablement le fils de Manius Aquilius, consul en 129 av. J.-C.

## Biographie

### Début de carrière
Il est préteur au plus tard en l'an 104 selon les dispositions de la lex Villia, mais peut-être une ou plusieurs années avant.
C'est un loyal partisan de Caius Marius, et pendant la campagne électorale pour le quatrième consulat de Marius, à l'été 103 pour l'année 102, Aquilius est laissé aux commandes de l'armée au cas où les Cimbres attaquent avant que Marius ne revienne pour commander lui-même l'armée,. Il est peut-être déjà légat de Marius en l'an 104 quand le général romain prend le commandement de la guerre des Cimbres.

### Consulat (101) et proconsulat (100-99)
Il est élu consul en 101 av. J.-C. avec Caius Marius, réélu pour la quatrième fois consécutive pour vaincre les Germains dans le cadre de la guerre des Cimbres.
Une révolte des esclaves en Sicile commence en 104 avant J.-C et deux préteurs, Lucius Licinius Lucullus et Caius Servilius, envoyés successivement par Rome en 103 et 102, échouent contre l'armée servile, ce qui leur vaut une condamnation à l'exil à leur retour à Rome. La situation change après la victoire contre les Teutons et les Cimbres en 101. Aquilius dispose alors de meilleures troupes et intervient en Sicile en tant que proconsul en 100. Il tue le nouveau chef des esclaves en combat singulier et met un terme à la deuxième Guerre servile rapidement selon les auteurs antiques,.
François Hinard parle de trois années de campagne pour venir à bout de la révolte, la première en tant que consul en 101 puis deux années en tant que proconsul en 100 et 99,,. En 100, il est acclamé imperator par son armée et il termine la pacification de l'île en 99. Il célèbre une ovation à son retour à Rome cette même année.
Aquilius est accusé de concussion en l'an 98 et refuse de se défendre lui-même. Il est défendu par le consulaire Marcus Antonius Orator, qui le sauve en découvrant au milieu de sa plaidoirie les cicatrices des blessures que son client a reçues au service de la patrie,,.

### Ambassade au Pont et déclenchement de la guerre (89-88)
En 89, Aquilius est envoyé comme ambassadeur spécial du Sénat en Asie mineure pour restaurer Nicomède IV de Bithynie et Ariobarzane de Cappadoce récemment expulsés de leurs royaumes par les intrigues de Mithridate VI du Pont,. En effet, après l'assassinat d'Ariarathe VII par le roi du Pont en 100, son successeur Ariarathe VIII disparaît lui aussi en 98. Mithridate convoite la Cappadoce pour l'intégrer à son empire et y installe son fils Ariarathe. Rome impose en 96 un noble cappadocien choisi par son peuple, Ariobarzane, par l'intermédiaire du propréteur Sylla, mais le roi du Pont chasse à nouveau de leurs trônes Nicomède et Ariobarzane.
Aquilius mène à bien sa mission avec l'aide du proconsul Caius Cassius Longinus ; ils encouragent ensuite les rois alliés de Rome à attaquer le territoire pontique, à l'encontre des instructions du Sénat. Cela provoque une réaction furieuse de la part de Mithridate, dont la contre-attaque inaugure la première guerre de Mithridate,.
Les commandants romains, surpris par la réaction militaire du roi du Pont, disposent de peu de troupes et leurs alliés dans la région sont vite écrasés. Mithridate vainc Aquilius en 88 près de Protostachium en Bithynie. Aquilius essaie ensuite de retourner en Italie et parvient à se rendre à Lesbos, où il est livré à Mithridate par les habitants de Mytilène,,,. Il est exécuté à Pergame,,.

« Ayant capturé Manius Aquilius, grand responsable de l’ambassade et de la guerre, Mithridate le promène, enchaîné sur un âne, et faisant proclamer au public que c'est Manius [Aquilius, magistrat du peuple romain]. Finalement, à Pergame, Mithridate fait verser de l'or fondu dans sa bouche, voulant par cela sans doute rappeler aux Romains leur vénalité. »

— Appien, Mithridatique, 21.